# Ukrainische Autonome Orthodoxe Kirche
Die Ukrainische Autonome Orthodoxe Kirche (ukrainisch Українська автономна православна церква) war eine orthodoxe Kirche in der Ukraine von 1941 bis 1944.

## Geschichte
Die Ukrainische Autonome Orthodoxe Kirche wurde am 18. August 1941 im Heiligen Himmelfahrtskloster in Potschajiw im deutsch besetzten Gebiet der Ukraine gegründet. Ihr Einflussbereich erstreckte sich von Wolhynien bis zum Dnjepr. Zum Metropoliten wurde Erzbischof Alexy (Hromadsky) von Luzk bestimmt. Die Kirche bemühte sich, als autokephale Kirche in der Ukraine anerkannt zu werden, scheiterte jedoch damit, da zur gleichen Zeit die Ukrainische Autokephale Orthodoxe Kirche im polnischen Teil der Ukraine wieder gegründet worden war. Sie unterstellte sich daher der Russisch-Orthodoxen Kirche als autonome Kirche.
Am 8. Oktober 1942 wurde die Vereinigung der beiden ukrainischen Kirchen unterschrieben. Metropolit Alexy zog die Unterschrift jedoch später nach dem Druck einiger Bischöfe aus der eigenen Kirche wieder zurück.
1943 wurde er ermordet.
1944 löste sich die Ukrainische Autonome Orthodoxe Kirche nach dem Einmarsch der Roten Armee in der Ukraine auf. Ihre Bischöfe unterstellten sich der Russisch-Orthodoxen Kirche.